# Alekszandr Vasziljevics Gorbatov
Alekszander Vasziljevics Gorbatov (oroszul: Александр Васильевич Горбатов; Pahotyino, 1891. március 21. – 1973. december 7.) orosz és szovjet katona, hivatásos tiszt volt, aki szolgált az Orosz Cári Hadseregben (Russzkaja imperatorszkaja armija) az első világháborúban és vezérezredesként a Vörös Hadseregben a második világháború alatt.
A háborút követően Gorbatov szovjet parancsnokként szolgált a szovjetek által elfoglalt Németországban és Kelet-Németországban, visszavonulásáig négycsillagos tábornoki rangja volt a Hadsereg Főparancsnokságban. Nagy elismeréssel fogadott Évek és háborúk c. önéletrajza 1964-ben került kiadásra. (Magyarul: Évek és háborúk Európa Kiadó 1988.)

## Élete
Alekszander Gorbatov szegény, sokgyermekes, vallásos, földműves családba született az Orosz Birodalom ma az Ivanovói területen található Pahotyino faluban. Már nagyobb gyermekként is ügyes kereskedő volt. Cipőkereskedő inasának állt, majd segéddé vált de 1912-ben besorozták a cári hadseregbe. A cári Orosz Hadseregben szolgált az első világháború alatt, végigharcolva számos ütközetet a keleti front mentén, beleértve a tannenbergi, a galiciai és a przemysli csatákat, a Gorlice-Tarnów offenzívát, a Mazúri-tavak menti csatákat, a Bruszilov- és a Kerenszkij-offenzívákat. Az októberi forradalom és az azt követő polgárháború után Gorbatovot parancsnoknak nyerték meg a Vörös Hadsereg szervezői. (valamennyi szovjet tisztet „parancsnoknak” hívtak, mivel a szovjet vezetők úgy ítélték meg, hogy az a szó, hogy „tiszt”, túl „nyugatias” hangzású a Vörös Hadsereg tekintetében.)
1920 áprilisában az 58. lovasezred parancsnoka lett. Gorbatov kitüntetéssel szolgált és a Vörös Zászló érdemrend kitüntetést kapta hőstetteiért. Az orosz polgárháború végére a Vörös Hadsereg egyik lovas dandárjának parancsnoka lett.
A szovjet tisztek ellen folytatott nagy tisztogatások idején Gorbatovot elítélték mint a „nép ellenségét” és a kolimai aranybányákba száműzték büntetésképpen. A számos, nehéz fizikai munkában töltött év után egészségi állapota leromlott, de nagy szerencséjére 1941-ben rehabilitálták és visszahelyezték korábbi rendfokozatával a Vörös Hadseregbe. (A koncepciós eljárás során semmilyen hamis vádat nem ismert el a fizikai és lelki terror ellenére, ez is segítette rehabilitálását.)
A Barbarossa hadművelet kezdete utáni időkben Gorbatovot a 226. lövész hadosztály vezetésével bízták meg. Feladatainak ebben a beosztásban történt kiváló teljesítése után kinevezték a 3. Hadsereg parancsnokává és igen eredményes tevékenységet folytatott a Vörös Hadsereg által a németek ellen folytatott hadjáratban. A háborút követően 1945-ben Berlin szovjet parancsnokává nevezték ki, a Szovjetunió marsallja, Zsukov parancsnoksága alatt.
Gorbatov a Szovjet Légi Szállitású Erők parancsnoka lett 1954-től 1958-ig. 1955. márc. 11-én a Hadsereg főparancsnoka lett. (A 4 csillagos tábornoki rang a marsallnál magasabb fokozat volt.)
Önéletrajzát a Novij Mir című irodalmi folyóirat közölte 1964. március-májusi számában, és Nyugaton az „Évek az életemből” címmel jelentették meg.

## Magyarul
- Évek és háborúk; ford. Árvay János, jegyz. Tóth Sándor; Európa, Bp., 1988